# Eupithecia intentata
Eupithecia intentata är en fjärilsart som beskrevs av Walker 1866. Eupithecia intentata ingår i släktet Eupithecia och familjen mätare. Inga underarter finns listade i Catalogue of Life.